# Île Uo
L’île Uo est une îlot de Nouvelle-Calédonie dans les îles Loyauté appartenant administrativement à Maré.